# مرقد حضرتين
مرقد حضرتين (بالفارسية: امامزاده حضرتین) هو مرقد شيعي تاريخي يعود إلى القاجاريون، ويقع في مقاطعة قدس.